# 1555 Dejan
Dejan (asteróide 1555) é um asteróide da cintura principal, a 1,9512847 UA. Possui uma excentricidade de 0,2754822 e um período orbital de 1 614,38 dias (4,42 anos).
Dejan tem uma velocidade orbital média de 18,14917745 km/s e uma inclinação de 6,01124º.
Esse asteróide foi descoberto em 15 de Setembro de 1941 por Fernand Rigaux.